# Circuit de la Sarthe 2019
Le Circuit de la Sarthe 2019 est la 67e édition de cette course cycliste masculine sur route. Il a eu lieu du 6 au 12 avril 2019 dans les Pays de la Loire, en France, et fait partie du calendrier UCI Europe Tour 2019 en catégorie 2.1.

## Présentation

### Équipes
Classé en catégorie 1.1 de l'UCI Europe Tour, le Circuit de la Sarthe est par conséquent ouvert aux UCI WorldTeams dans la limite de 50 % des équipes participantes, aux équipes continentales professionnelles, aux équipes continentales et aux équipes nationales.
| WorldTeams (2)- AG2R La Mondiale - Groupama-FDJ Équipes continentales professionnelles (14)- Arkéa-Samsic - Cofidis, Solutions Crédits - Direct Énergie - Delko-Marseille Provence - Vital Concept-B&B Hotels - Israel Cycling Academy - Manzana Postobón - Sport Vlaanderen-Baloise - Caja Rural-Seguros RGA - Roompot-Charles - Wallonie Bruxelles - Wanty-Groupe Gobert - Androni Giocattoli-Sidermec - Corendon-Circus Équipe continentale- Saint Michel-Auber 93 |
| |

## Étapes
| Étape     | Date    | Villes étapes                               | type                      | Distance (km) | Vainqueur d'étape    | Leader du classement général |
| --------- | ------- | ------------------------------------------- | ------------------------- | ------------- | -------------------- | ---------------------------- |
| 1re étape | 9 avr.  | La Châtaigneraie – La Châtaigneraie         | étape de plaine           | 177,4         | Mathieu van der Poel | Mathieu van der Poel         |
| 2e étape  | 10 avr. | Freigné – Belligné                          | étape vallonnée           | 172,1         | Bryan Coquard        | Bryan Coquard                |
| 3e étape  | 11 avr. | abbaye de l'Épau – Pré-en-Pail-Saint-Samson | étape de moyenne montagne | 184,3         | Alexis Gougeard      | Alexis Gougeard              |
| 4e étape  | 12 avr. | Sillé-le-Guillaume – Sillé-le-Guillaume     | étape vallonnée           | 183,3         | Andrea Vendrame      | Alexis Gougeard              |

## Déroulement de la course

### 1reétape
| \| Classement de l'étape \| Classement de l'étape \| Classement de l'étape \| Classement de l'étape \| Classement de l'étape \| \| Coureur \| Coureur \| Pays \| Équipe \| Temps \| \| --------------------- \| --------------------- \| --------------------- \| --------------------------- \| --------------------- \| \| 1er \| Mathieu van der Poel \| Pays-Bas \| Corendon-Circus \| 4 h 18 min 07 s \| \| 2e \| Boris Vallée \| Belgique \| Wanty-Gobert \| + 0 s \| \| 3e \| Bryan Coquard \| France \| Vital Concept-B&B Hotels \| + 0 s \| \| 4e \| Clément Venturini \| France \| AG2R La Mondiale \| + 0 s \| \| 5e \| Eduard-Michael Grosu \| Roumanie \| Delko Marseille Provence \| + 0 s \| \| 6e \| Justin Jules \| France \| Wallonie Bruxelles \| + 0 s \| \| 7e \| Maurits Lammertink \| Pays-Bas \| Roompot-Charles \| + 0 s \| \| 8e \| Manuel Belletti \| Italie \| Androni Giocattoli-Sidermec \| + 0 s \| \| 9e \| Mickaël Delage \| France \| Groupama-FDJ \| + 0 s \| \| 10e \| Thomas Boudat \| France \| Direct Énergie \| + 0 s \| |                      |          |                             |                 |
| |                      |          |                             |                 |
| Source : ProCyclingStats |                      |          |                             |                 |
| Classement de l'étape |                      |          |                             |                 |
| Coureur | Coureur              | Pays     | Équipe                      | Temps           |
| 1er | Mathieu van der Poel | Pays-Bas | Corendon-Circus             | 4 h 18 min 07 s |
| 2e | Boris Vallée         | Belgique | Wanty-Gobert                | + 0 s           |
| 3e | Bryan Coquard        | France   | Vital Concept-B&B Hotels    | + 0 s           |
| 4e | Clément Venturini    | France   | AG2R La Mondiale            | + 0 s           |
| 5e | Eduard-Michael Grosu | Roumanie | Delko Marseille Provence    | + 0 s           |
| 6e | Justin Jules         | France   | Wallonie Bruxelles          | + 0 s           |
| 7e | Maurits Lammertink   | Pays-Bas | Roompot-Charles             | + 0 s           |
| 8e | Manuel Belletti      | Italie   | Androni Giocattoli-Sidermec | + 0 s           |
| 9e | Mickaël Delage       | France   | Groupama-FDJ                | + 0 s           |
| 10e | Thomas Boudat        | France   | Direct Énergie              | + 0 s           |

| \| Classement général \| Classement général \| Classement général \| Classement général \| Classement général \| \| Coureur \| Coureur \| Pays \| Équipe \| Temps \| \| ------------------ \| -------------------- \| ------------------ \| ------------------------ \| ------------------ \| \| 1er \| Mathieu van der Poel \| Pays-Bas \| Corendon-Circus \| 4 h 17 min 57 s \| \| 2e \| Roy Goldstein \| Israël \| Israel Cycling Academy \| + 2 s \| \| 3e \| Boris Vallée \| Belgique \| Wanty-Gobert \| + 4 s \| \| 4e \| Romain Combaud \| France \| Delko Marseille Provence \| + 5 s \| \| 5e \| Bryan Coquard \| France \| Vital Concept-B&B Hotels \| + 6 s \| \| 6e \| Alexis Gougeard \| France \| AG2R La Mondiale \| + 8 s \| \| 7e \| Clément Venturini \| France \| AG2R La Mondiale \| + 10 s \| \| 8e \| Eduard-Michael Grosu \| Roumanie \| Delko Marseille Provence \| + 10 s \| \| 9e \| Justin Jules \| France \| Wallonie Bruxelles \| + 10 s \| \| 10e \| Maurits Lammertink \| Pays-Bas \| Roompot-Charles \| + 10 s \| |                      |          |                          |                 |
| |                      |          |                          |                 |
| Source : ProCyclingStats |                      |          |                          |                 |
| Classement général |                      |          |                          |                 |
| Coureur | Coureur              | Pays     | Équipe                   | Temps           |
| 1er | Mathieu van der Poel | Pays-Bas | Corendon-Circus          | 4 h 17 min 57 s |
| 2e | Roy Goldstein        | Israël   | Israel Cycling Academy   | + 2 s           |
| 3e | Boris Vallée         | Belgique | Wanty-Gobert             | + 4 s           |
| 4e | Romain Combaud       | France   | Delko Marseille Provence | + 5 s           |
| 5e | Bryan Coquard        | France   | Vital Concept-B&B Hotels | + 6 s           |
| 6e | Alexis Gougeard      | France   | AG2R La Mondiale         | + 8 s           |
| 7e | Clément Venturini    | France   | AG2R La Mondiale         | + 10 s          |
| 8e | Eduard-Michael Grosu | Roumanie | Delko Marseille Provence | + 10 s          |
| 9e | Justin Jules         | France   | Wallonie Bruxelles       | + 10 s          |
| 10e | Maurits Lammertink   | Pays-Bas | Roompot-Charles          | + 10 s          |

### 2eétape
| \| Classement de l'étape \| Classement de l'étape \| Classement de l'étape \| Classement de l'étape \| Classement de l'étape \| \| Coureur \| Coureur \| Pays \| Équipe \| Temps \| \| --------------------- \| --------------------- \| --------------------- \| ------------------------ \| --------------------- \| \| 1er \| Bryan Coquard \| France \| Vital Concept-B&B Hotels \| 4 h 06 min 11 s \| \| 2e \| Marc Sarreau \| France \| Groupama-FDJ \| + 0 s \| \| 3e \| Justin Jules \| France \| Wallonie Bruxelles \| + 0 s \| \| 4e \| Boris Vallée \| Belgique \| Wanty-Gobert \| + 0 s \| \| 5e \| Matteo Malucelli \| Italie \| Caja Rural-Seguros RGA \| + 0 s \| \| 6e \| Bram Welten \| Pays-Bas \| Arkéa-Samsic \| + 0 s \| \| 7e \| Mickaël Delage \| France \| Groupama-FDJ \| + 0 s \| \| 8e \| Rudy Barbier \| France \| Israel Cycling Academy \| + 0 s \| \| 9e \| Jordan Parra \| Colombie \| Manzana Postobón \| + 0 s \| \| 10e \| Eduard-Michael Grosu \| Roumanie \| Delko Marseille Provence \| + 0 s \| |                      |          |                          |                 |
| |                      |          |                          |                 |
| Source : ProCyclingStats |                      |          |                          |                 |
| Classement de l'étape |                      |          |                          |                 |
| Coureur | Coureur              | Pays     | Équipe                   | Temps           |
| 1er | Bryan Coquard        | France   | Vital Concept-B&B Hotels | 4 h 06 min 11 s |
| 2e | Marc Sarreau         | France   | Groupama-FDJ             | + 0 s           |
| 3e | Justin Jules         | France   | Wallonie Bruxelles       | + 0 s           |
| 4e | Boris Vallée         | Belgique | Wanty-Gobert             | + 0 s           |
| 5e | Matteo Malucelli     | Italie   | Caja Rural-Seguros RGA   | + 0 s           |
| 6e | Bram Welten          | Pays-Bas | Arkéa-Samsic             | + 0 s           |
| 7e | Mickaël Delage       | France   | Groupama-FDJ             | + 0 s           |
| 8e | Rudy Barbier         | France   | Israel Cycling Academy   | + 0 s           |
| 9e | Jordan Parra         | Colombie | Manzana Postobón         | + 0 s           |
| 10e | Eduard-Michael Grosu | Roumanie | Delko Marseille Provence | + 0 s           |

| \| Classement général \| Classement général \| Classement général \| Classement général \| Classement général \| \| Coureur \| Coureur \| Pays \| Équipe \| Temps \| \| ------------------ \| -------------------- \| ------------------ \| ------------------------ \| ------------------ \| \| 1er \| Bryan Coquard \| France \| Vital Concept-B&B Hotels \| 8 h 24 min 04 s \| \| 2e \| Mathieu van der Poel \| Pays-Bas \| Corendon-Circus \| + 4 s \| \| 3e \| Aaron Verwilst \| Belgique \| Sport Vlaanderen-Baloise \| + 5 s \| \| 4e \| Roy Goldstein \| Israël \| Israel Cycling Academy \| + 6 s \| \| 5e \| Boris Vallée \| Belgique \| Wanty-Gobert \| + 8 s \| \| 6e \| Marc Sarreau \| France \| Groupama-FDJ \| + 8 s \| \| 7e \| Romain Combaud \| France \| Delko Marseille Provence \| + 9 s \| \| 8e \| Arjen Livyns \| Belgique \| Roompot-Charles \| + 9 s \| \| 9e \| Justin Jules \| France \| Wallonie Bruxelles \| + 10 s \| \| 10e \| Morne van Niekerk \| Afrique du Sud \| Saint Michel-Auber 93 \| + 11 s \| |                      |                |                          |                 |
| |                      |                |                          |                 |
| Source : ProCyclingStats |                      |                |                          |                 |
| Classement général |                      |                |                          |                 |
| Coureur | Coureur              | Pays           | Équipe                   | Temps           |
| 1er | Bryan Coquard        | France         | Vital Concept-B&B Hotels | 8 h 24 min 04 s |
| 2e | Mathieu van der Poel | Pays-Bas       | Corendon-Circus          | + 4 s           |
| 3e | Aaron Verwilst       | Belgique       | Sport Vlaanderen-Baloise | + 5 s           |
| 4e | Roy Goldstein        | Israël         | Israel Cycling Academy   | + 6 s           |
| 5e | Boris Vallée         | Belgique       | Wanty-Gobert             | + 8 s           |
| 6e | Marc Sarreau         | France         | Groupama-FDJ             | + 8 s           |
| 7e | Romain Combaud       | France         | Delko Marseille Provence | + 9 s           |
| 8e | Arjen Livyns         | Belgique       | Roompot-Charles          | + 9 s           |
| 9e | Justin Jules         | France         | Wallonie Bruxelles       | + 10 s          |
| 10e | Morne van Niekerk    | Afrique du Sud | Saint Michel-Auber 93    | + 11 s          |

### 3eétape
| \| Classement de l'étape \| Classement de l'étape \| Classement de l'étape \| Classement de l'étape \| Classement de l'étape \| \| Coureur \| Coureur \| Pays \| Équipe \| Temps \| \| --------------------- \| --------------------- \| --------------------- \| -------------------------- \| --------------------- \| \| 1er \| Alexis Gougeard \| France \| AG2R La Mondiale \| 4 h 51 min 02 s \| \| 2e \| Quentin Pacher \| France \| Vital Concept-B&B Hotels \| + 18 s \| \| 3e \| Oscar Riesebeek \| Pays-Bas \| Roompot-Charles \| + 18 s \| \| 4e \| Dimitri Peyskens \| Belgique \| Wallonie Bruxelles \| + 18 s \| \| 5e \| Quentin Jauregui \| France \| AG2R La Mondiale \| + 18 s \| \| 6e \| Jhonatan Restrepo \| Colombie \| Manzana Postobón \| + 18 s \| \| 7e \| Pierre-Luc Périchon \| France \| Cofidis, Solutions Crédits \| + 18 s \| \| 8e \| Clément Carisey \| France \| Israel Cycling Academy \| + 18 s \| \| 9e \| Patrick Müller \| Suisse \| Vital Concept-B&B Hotels \| + 18 s \| \| 10e \| Thomas Boudat \| France \| Total Direct Énergie \| + 1 min 14 s \| |                     |          |                            |                 |
| |                     |          |                            |                 |
| Source : ProCyclingStats |                     |          |                            |                 |
| Classement de l'étape |                     |          |                            |                 |
| Coureur | Coureur             | Pays     | Équipe                     | Temps           |
| 1er | Alexis Gougeard     | France   | AG2R La Mondiale           | 4 h 51 min 02 s |
| 2e | Quentin Pacher      | France   | Vital Concept-B&B Hotels   | + 18 s          |
| 3e | Oscar Riesebeek     | Pays-Bas | Roompot-Charles            | + 18 s          |
| 4e | Dimitri Peyskens    | Belgique | Wallonie Bruxelles         | + 18 s          |
| 5e | Quentin Jauregui    | France   | AG2R La Mondiale           | + 18 s          |
| 6e | Jhonatan Restrepo   | Colombie | Manzana Postobón           | + 18 s          |
| 7e | Pierre-Luc Périchon | France   | Cofidis, Solutions Crédits | + 18 s          |
| 8e | Clément Carisey     | France   | Israel Cycling Academy     | + 18 s          |
| 9e | Patrick Müller      | Suisse   | Vital Concept-B&B Hotels   | + 18 s          |
| 10e | Thomas Boudat       | France   | Total Direct Énergie       | + 1 min 14 s    |

| \| Classement général \| Classement général \| Classement général \| Classement général \| Classement général \| \| Coureur \| Coureur \| Pays \| Équipe \| Temps \| \| ------------------ \| -------------------- \| ------------------ \| ------------------------ \| ------------------ \| \| 1er \| Alexis Gougeard \| France \| AG2R La Mondiale \| 13 h 15 min 08 s \| \| 2e \| Quentin Pacher \| France \| Vital Concept-B&B Hotels \| + 22 s \| \| 3e \| Clément Carisey \| France \| Israel Cycling Academy \| + 25 s \| \| 4e \| Oscar Riesebeek \| Pays-Bas \| Roompot-Charles \| + 26 s \| \| 5e \| Quentin Jauregui \| France \| AG2R La Mondiale \| + 27 s \| \| 6e \| Patrick Müller \| Suisse \| Vital Concept-B&B Hotels \| + 29 s \| \| 7e \| Dimitri Peyskens \| Belgique \| Wallonie Bruxelles \| + 30 s \| \| 8e \| Jhonatan Restrepo \| Colombie \| Manzana Postobón \| + 30 s \| \| 9e \| Bryan Coquard \| France \| Vital Concept-B&B Hotels \| + 1 min 20 s \| \| 10e \| Mathieu van der Poel \| Pays-Bas \| Corendon-Circus \| + 1 min 24 s \| |                      |          |                          |                  |
| |                      |          |                          |                  |
| Source : ProCyclingStats |                      |          |                          |                  |
| Classement général |                      |          |                          |                  |
| Coureur | Coureur              | Pays     | Équipe                   | Temps            |
| 1er | Alexis Gougeard      | France   | AG2R La Mondiale         | 13 h 15 min 08 s |
| 2e | Quentin Pacher       | France   | Vital Concept-B&B Hotels | + 22 s           |
| 3e | Clément Carisey      | France   | Israel Cycling Academy   | + 25 s           |
| 4e | Oscar Riesebeek      | Pays-Bas | Roompot-Charles          | + 26 s           |
| 5e | Quentin Jauregui     | France   | AG2R La Mondiale         | + 27 s           |
| 6e | Patrick Müller       | Suisse   | Vital Concept-B&B Hotels | + 29 s           |
| 7e | Dimitri Peyskens     | Belgique | Wallonie Bruxelles       | + 30 s           |
| 8e | Jhonatan Restrepo    | Colombie | Manzana Postobón         | + 30 s           |
| 9e | Bryan Coquard        | France   | Vital Concept-B&B Hotels | + 1 min 20 s     |
| 10e | Mathieu van der Poel | Pays-Bas | Corendon-Circus          | + 1 min 24 s     |

### 4eétape
| \| Classement de l'étape \| Classement de l'étape \| Classement de l'étape \| Classement de l'étape \| Classement de l'étape \| \| Coureur \| Coureur \| Pays \| Équipe \| Temps \| \| --------------------- \| --------------------- \| --------------------- \| --------------------------- \| --------------------- \| \| 1er \| Andrea Vendrame \| Italie \| Androni Giocattoli-Sidermec \| 4 h 40 min 49 s \| \| 2e \| Kévin Ledanois \| France \| Arkéa-Samsic \| + 0 s \| \| 3e \| Romain Combaud \| France \| Delko Marseille Provence \| + 5 s \| \| 4e \| Jimmy Janssens \| Belgique \| Corendon-Circus \| + 6 s \| \| 5e \| Mathieu van der Poel \| Pays-Bas \| Corendon-Circus \| + 9 s \| \| 6e \| Julien Simon \| France \| Cofidis, Solutions Crédits \| + 9 s \| \| 7e \| Quentin Pacher \| France \| Vital Concept-B&B Hotels \| + 11 s \| \| 8e \| Xandro Meurisse \| Belgique \| Wanty-Gobert \| + 11 s \| \| 9e \| Oscar Riesebeek \| Pays-Bas \| Roompot-Charles \| + 11 s \| \| 10e \| Francesco Gavazzi \| Italie \| Androni Giocattoli-Sidermec \| + 11 s \| |                      |          |                             |                 |
| |                      |          |                             |                 |
| Source : ProCyclingStats |                      |          |                             |                 |
| Classement de l'étape |                      |          |                             |                 |
| Coureur | Coureur              | Pays     | Équipe                      | Temps           |
| 1er | Andrea Vendrame      | Italie   | Androni Giocattoli-Sidermec | 4 h 40 min 49 s |
| 2e | Kévin Ledanois       | France   | Arkéa-Samsic                | + 0 s           |
| 3e | Romain Combaud       | France   | Delko Marseille Provence    | + 5 s           |
| 4e | Jimmy Janssens       | Belgique | Corendon-Circus             | + 6 s           |
| 5e | Mathieu van der Poel | Pays-Bas | Corendon-Circus             | + 9 s           |
| 6e | Julien Simon         | France   | Cofidis, Solutions Crédits  | + 9 s           |
| 7e | Quentin Pacher       | France   | Vital Concept-B&B Hotels    | + 11 s          |
| 8e | Xandro Meurisse      | Belgique | Wanty-Gobert                | + 11 s          |
| 9e | Oscar Riesebeek      | Pays-Bas | Roompot-Charles             | + 11 s          |
| 10e | Francesco Gavazzi    | Italie   | Androni Giocattoli-Sidermec | + 11 s          |

## Classements finals

### Classement général final
| \| Classement général \| Classement général \| Classement général \| Classement général \| Classement général \| \| Coureur \| Coureur \| Pays \| Équipe \| Temps \| \| ------------------ \| -------------------- \| ------------------ \| --------------------------- \| ------------------ \| \| 1er \| Alexis Gougeard \| France \| AG2R La Mondiale \| 17 h 56 min 08 s \| \| 2e \| Quentin Pacher \| France \| Vital Concept-B&B Hotels \| + 22 s \| \| 3e \| Oscar Riesebeek \| Pays-Bas \| Roompot-Charles \| + 26 s \| \| 4e \| Patrick Müller \| Suisse \| Vital Concept-B&B Hotels \| + 29 s \| \| 5e \| Jhonatan Restrepo \| Colombie \| Manzana Postobón \| + 30 s \| \| 6e \| Dimitri Peyskens \| Belgique \| Wallonie Bruxelles \| + 30 s \| \| 7e \| Clément Carisey \| France \| Israel Cycling Academy \| + 45 s \| \| 8e \| Romain Combaud \| France \| Delko Marseille Provence \| + 1 min 11 s \| \| 9e \| Andrea Vendrame \| Italie \| Androni Giocattoli-Sidermec \| + 1 min 13 s \| \| 10e \| Mathieu van der Poel \| Pays-Bas \| Corendon-Circus \| + 1 min 22 s \| |                      |          |                             |                  |
| |                      |          |                             |                  |
| Source : ProCyclingStats |                      |          |                             |                  |
| Classement général |                      |          |                             |                  |
| Coureur | Coureur              | Pays     | Équipe                      | Temps            |
| 1er | Alexis Gougeard      | France   | AG2R La Mondiale            | 17 h 56 min 08 s |
| 2e | Quentin Pacher       | France   | Vital Concept-B&B Hotels    | + 22 s           |
| 3e | Oscar Riesebeek      | Pays-Bas | Roompot-Charles             | + 26 s           |
| 4e | Patrick Müller       | Suisse   | Vital Concept-B&B Hotels    | + 29 s           |
| 5e | Jhonatan Restrepo    | Colombie | Manzana Postobón            | + 30 s           |
| 6e | Dimitri Peyskens     | Belgique | Wallonie Bruxelles          | + 30 s           |
| 7e | Clément Carisey      | France   | Israel Cycling Academy      | + 45 s           |
| 8e | Romain Combaud       | France   | Delko Marseille Provence    | + 1 min 11 s     |
| 9e | Andrea Vendrame      | Italie   | Androni Giocattoli-Sidermec | + 1 min 13 s     |
| 10e | Mathieu van der Poel | Pays-Bas | Corendon-Circus             | + 1 min 22 s     |

### Classements annexes
| Classement par points | Classement par points | Classement par points | Classement par points       | Classement par points |
| Coureur               | Coureur               | Pays                  | Équipe                      | Points                |
| --------------------- | --------------------- | --------------------- | --------------------------- | --------------------- |
| 1er                   | Bryan Coquard         | France                | Vital Concept-B&B Hotels    | 41 pts                |
| 2e                    | Mathieu van der Poel  | Pays-Bas              | Corendon-Circus             | 39 pts                |
| 3e                    | Romain Combaud        | France                | Delko Marseille Provence    | 36 pts                |
| 4e                    | Alexis Gougeard       | France                | AG2R La Mondiale            | 33 pts                |
| 5e                    | Quentin Pacher        | France                | Vital Concept-B&B Hotels    | 32 pts                |
| 6e                    | Justin Jules          | France                | Wallonie Bruxelles          | 31 pts                |
| 7e                    | Andrea Vendrame       | Italie                | Androni Giocattoli-Sidermec | 25 pts                |
| 8e                    | Oscar Riesebeek       | Pays-Bas              | Roompot-Charles             | 23 pts                |
| 9e                    | Kévin Ledanois        | France                | Arkéa-Samsic                | 20 pts                |
| 10e                   | Clément Venturini     | France                | AG2R La Mondiale            | 18 pts                |

| Classement par points | Classement par points | Classement par points | Classement par points       | Classement par points |
| Coureur               | Coureur               | Pays                  | Équipe                      | Points                |
| --------------------- | --------------------- | --------------------- | --------------------------- | --------------------- |
| 1er                   | Bryan Coquard         | France                | Vital Concept-B&B Hotels    | 41 pts                |
| 2e                    | Mathieu van der Poel  | Pays-Bas              | Corendon-Circus             | 39 pts                |
| 3e                    | Romain Combaud        | France                | Delko Marseille Provence    | 36 pts                |
| 4e                    | Alexis Gougeard       | France                | AG2R La Mondiale            | 33 pts                |
| 5e                    | Quentin Pacher        | France                | Vital Concept-B&B Hotels    | 32 pts                |
| 6e                    | Justin Jules          | France                | Wallonie Bruxelles          | 31 pts                |
| 7e                    | Andrea Vendrame       | Italie                | Androni Giocattoli-Sidermec | 25 pts                |
| 8e                    | Oscar Riesebeek       | Pays-Bas              | Roompot-Charles             | 23 pts                |
| 9e                    | Kévin Ledanois        | France                | Arkéa-Samsic                | 20 pts                |
| 10e                   | Clément Venturini     | France                | AG2R La Mondiale            | 18 pts                |

| Classement de la montagne | Classement de la montagne | Classement de la montagne | Classement de la montagne | Classement de la montagne |
| Coureur                   | Coureur                   | Pays                      | Équipe                    | Points                    |
| ------------------------- | ------------------------- | ------------------------- | ------------------------- | ------------------------- |
| 1er                       | Juan Felipe Osorio        | Colombie                  | Manzana Postobón          | 22 pts                    |
| 2e                        | Alexis Gougeard           | France                    | AG2R La Mondiale          | 15 pts                    |
| 3e                        | Arjen Livyns              | Belgique                  | Roompot-Charles           | 12 pts                    |
| 4e                        | Quentin Pacher            | France                    | Vital Concept-B&B Hotels  | 10 pts                    |
| 5e                        | Clément Carisey           | France                    | Israel Cycling Academy    | 10 pts                    |
| 6e                        | Benjamin Thomas           | France                    | Groupama-FDJ              | 10 pts                    |
| 7e                        | Romain Combaud            | France                    | Delko Marseille Provence  | 9 pts                     |
| 8e                        | Anthony Delaplace         | France                    | Arkéa-Samsic              | 7 pts                     |
| 9e                        | Jhonatan Restrepo         | Colombie                  | Manzana Postobón          | 6 pts                     |
| 10e                       | Patrick Müller            | Suisse                    | Vital Concept-B&B Hotels  | 4 pts                     |

| Classement de la montagne | Classement de la montagne | Classement de la montagne | Classement de la montagne | Classement de la montagne |
| Coureur                   | Coureur                   | Pays                      | Équipe                    | Points                    |
| ------------------------- | ------------------------- | ------------------------- | ------------------------- | ------------------------- |
| 1er                       | Juan Felipe Osorio        | Colombie                  | Manzana Postobón          | 22 pts                    |
| 2e                        | Alexis Gougeard           | France                    | AG2R La Mondiale          | 15 pts                    |
| 3e                        | Arjen Livyns              | Belgique                  | Roompot-Charles           | 12 pts                    |
| 4e                        | Quentin Pacher            | France                    | Vital Concept-B&B Hotels  | 10 pts                    |
| 5e                        | Clément Carisey           | France                    | Israel Cycling Academy    | 10 pts                    |
| 6e                        | Benjamin Thomas           | France                    | Groupama-FDJ              | 10 pts                    |
| 7e                        | Romain Combaud            | France                    | Delko Marseille Provence  | 9 pts                     |
| 8e                        | Anthony Delaplace         | France                    | Arkéa-Samsic              | 7 pts                     |
| 9e                        | Jhonatan Restrepo         | Colombie                  | Manzana Postobón          | 6 pts                     |
| 10e                       | Patrick Müller            | Suisse                    | Vital Concept-B&B Hotels  | 4 pts                     |

| Classement du meilleur jeune | Classement du meilleur jeune | Classement du meilleur jeune | Classement du meilleur jeune | Classement du meilleur jeune |
| Coureur                      | Coureur                      | Pays                         | Équipe                       | Temps                        |
| ---------------------------- | ---------------------------- | ---------------------------- | ---------------------------- | ---------------------------- |
| 1er                          | Patrick Müller               | Suisse                       | Vital Concept-B&B Hotels     | 17 h 56 min 37 s             |
| 2e                           | Jhonatan Restrepo            | Colombie                     | Manzana Postobón             | + 1 s                        |
| 3e                           | Andrea Vendrame              | Italie                       | Androni Giocattoli-Sidermec  | + 44 s                       |
| 4e                           | Mathieu van der Poel         | Pays-Bas                     | Corendon-Circus              | + 53 s                       |
| 5e                           | Julien Mortier               | Belgique                     | Wallonie Bruxelles           | + 2 min 53 s                 |
| 6e                           | Benjamin Thomas              | France                       | Groupama-FDJ                 | + 3 min 55 s                 |
| 7e                           | Emiel Planckaert             | Belgique                     | Sport Vlaanderen-Baloise     | + 5 min 57 s                 |
| 8e                           | Thomas Boudat                | France                       | Direct Énergie               | + 7 min 49 s                 |
| 9e                           | Mathijs Paasschens           | Pays-Bas                     | Wallonie Bruxelles           | + 8 min 20 s                 |
| 10e                          | Mattia Frapporti             | Italie                       | Androni Giocattoli-Sidermec  | + 9 min 56 s                 |

| Classement du meilleur jeune | Classement du meilleur jeune | Classement du meilleur jeune | Classement du meilleur jeune | Classement du meilleur jeune |
| Coureur                      | Coureur                      | Pays                         | Équipe                       | Temps                        |
| ---------------------------- | ---------------------------- | ---------------------------- | ---------------------------- | ---------------------------- |
| 1er                          | Patrick Müller               | Suisse                       | Vital Concept-B&B Hotels     | 17 h 56 min 37 s             |
| 2e                           | Jhonatan Restrepo            | Colombie                     | Manzana Postobón             | + 1 s                        |
| 3e                           | Andrea Vendrame              | Italie                       | Androni Giocattoli-Sidermec  | + 44 s                       |
| 4e                           | Mathieu van der Poel         | Pays-Bas                     | Corendon-Circus              | + 53 s                       |
| 5e                           | Julien Mortier               | Belgique                     | Wallonie Bruxelles           | + 2 min 53 s                 |
| 6e                           | Benjamin Thomas              | France                       | Groupama-FDJ                 | + 3 min 55 s                 |
| 7e                           | Emiel Planckaert             | Belgique                     | Sport Vlaanderen-Baloise     | + 5 min 57 s                 |
| 8e                           | Thomas Boudat                | France                       | Direct Énergie               | + 7 min 49 s                 |
| 9e                           | Mathijs Paasschens           | Pays-Bas                     | Wallonie Bruxelles           | + 8 min 20 s                 |
| 10e                          | Mattia Frapporti             | Italie                       | Androni Giocattoli-Sidermec  | + 9 min 56 s                 |

| Classement par équipes | Classement par équipes   | Classement par équipes | Classement par équipes |
| Équipe                 | Équipe                   | Pays                   | Temps                  |
| ---------------------- | ------------------------ | ---------------------- | ---------------------- |
| 1re                    | Roompot-Charles          | Pays-Bas               | 53 h 51 min 54 s       |
| 2e                     | Wallonie Bruxelles       | Belgique               | + 1 min 48 s           |
| 3e                     | Vital Concept-B&B Hotels | France                 | + 6 min 32 s           |
| 4e                     | Groupama-FDJ             | France                 | + 7 min 00 s           |
| 5e                     | Arkéa-Samsic             | France                 | + 7 min 37 s           |

| Classement par équipes | Classement par équipes   | Classement par équipes | Classement par équipes |
| Équipe                 | Équipe                   | Pays                   | Temps                  |
| ---------------------- | ------------------------ | ---------------------- | ---------------------- |
| 1re                    | Roompot-Charles          | Pays-Bas               | 53 h 51 min 54 s       |
| 2e                     | Wallonie Bruxelles       | Belgique               | + 1 min 48 s           |
| 3e                     | Vital Concept-B&B Hotels | France                 | + 6 min 32 s           |
| 4e                     | Groupama-FDJ             | France                 | + 7 min 00 s           |
| 5e                     | Arkéa-Samsic             | France                 | + 7 min 37 s           |